# Notwehr (Vereinigte Staaten)
Notwehr in den Vereinigten Staaten (Self-defense) ist die berechtigte Selbstverteidigung, die den Einsatz von Gewalt unter bestimmten Umständen rechtfertigt.

## Grundsatz
In den Vereinigten Staaten gilt der Grundsatz: “[A] person is privileged to use such force as reasonably appears necessary to defend him or herself against an apparent threat of unlawful and immediate violence from another.” (George E. Dix , deutsch: „[Eine] Person ist berechtigt, solche Gewalt einzusetzen, die vernünftigerweise notwendig ist, um sich gegen offensichtlich rechtswidrige und unmittelbare Gewalt eines anderen zu verteidigen.“) In Fällen von nicht tödlicher Gewalt muss derjenige vernünftigerweise glauben, dass die eingesetzte Gewalt notwendig war, eine bevorstehende, unrechtmäßige körperliche Verletzung abzuwenden. Wenn tödliche Gewalt angewendet wurde, muss diese Person zusätzlich vernünftigerweise annehmen, dass der Einsatz tödlicher Gewalt unmittelbar notwendig ist, um die Verletzung, große körperliche Leiden oder den Tod abzuwenden.
Die meisten Bundesstaaten haben Stand-your-ground laws, fordern also nicht mehr, dass eine Person zurückweicht, bevor tödliche Gewalt angewendet wird. In den übrigen Staaten, die ein vorheriges Zurückweichen für erforderlich halten, besteht keine Verpflichtung zurückzuweichen, wenn das unsicher oder in den eigenen Wohnräumen ist.